# Hungria nos Jogos Olímpicos de Verão de 1988
A Hungria participou dos Jogos Olímpicos de Verão de 1988 em Seul, na Coreia do Sul. Conquistou onze medalhas de ouro, seis de prata e seis de bronze, somando vinte e três no total. Ficou na sexta posição no ranking geral.